# تشارلز كورنواليس

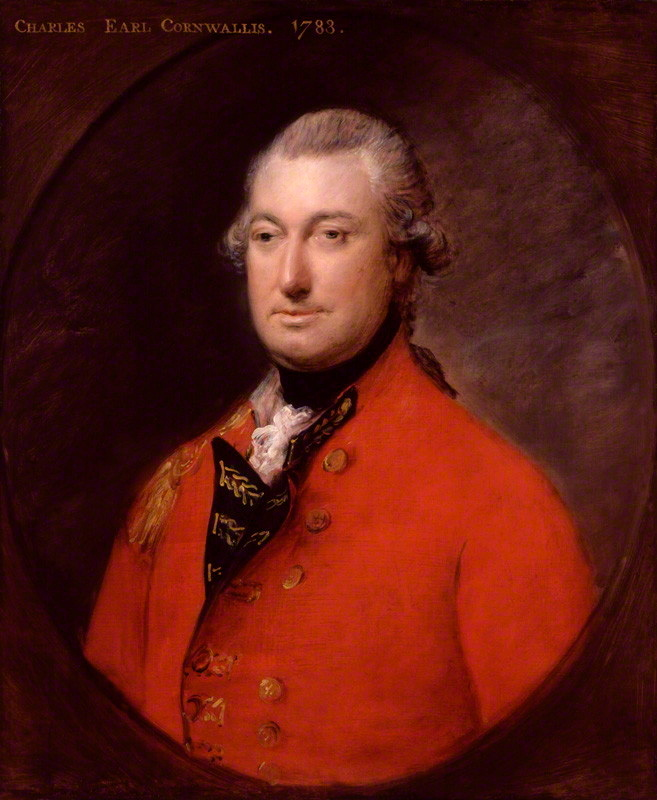
اللورد كورنواليس

توقيع كورنواليس

تشارلز كورنواليس (بالإنجليزية: Charles Cornwallis)، الماركيز الأول كورنواليس كيه جي (31 ديسمبر 1738 - 5 أكتوبر 1805) عين فيسكونت بروم (Brome) بين عامي 1753 وعرف ب إيرل كورنواليس بين عامي 1762 و 1792. كان ضابطا في الجيش البريطاني و حاكم مستعمرات. كان من أبرز الجنرالات البريطانيون خلال حرب الاستقلال الأمريكية. أستسلم عام 1781 في معركة يوركتاون لقوة أميركية - فرنسية.
شغل كورنواليس لاحقًا منصب الحاكم المدني والعسكري لإيرلندا، إذ ساهم في اعتماد قانون الاتحاد، وخدم بعدها في الهند لفترة قصيرة، حيث ساعد في سن قانون كورنواليس، وفي الوصول إلى التسوية الدائمة للبنغال.
وُلد كورنواليس في عائلة من الطبقة الأرستقراطية، وتلقى تعليمه في كلية إيتون وفي جامعة كامبريدج. انضم تشارلز في عام 1757 إلى الجيش، وشهد خلال فترة خدمته حرب السنوات السبع. تحول اسم تشارلز كورنواليس بعد وفاة والده إلى إيرل كورنواليس ودخل مجلس لوردات المملكة المتحدة، وشغل بين عامي 1766 و 1805 منصب عقيد في فوج المشاة الثالث والثلاثين. شهد كورنواليس أيضًا العمليات العسكرية لحرب الاستقلال الأمريكية في عام 1776. ألحق كورنواليس، الناشط في القوات المتقدمة في العديد من الحملات العسكرية، هزيمة محرجة بالجيش الأمريكي في معركة كامدن التي وقعت عام 1780، كما قاد القوات البريطانية عام 1781 في انتصارها البيروسي في معركة دار غيلفورد كورتهاوس ضد الأمريكيين. استسلم كونواليس مع جيشه في يروركتاون في شهر أكتوبر من عام 1781 بعد حملة امتدت عبر الولايات الجنوبية تميزت بنشوء العديد من الخلافات بينه وبين الجنرال السير هنري كلينتون. احتفظ كورنواليس، بالرغم من هذه الهزيمة، بثقة الحكومات البريطانية المتعاقبة، وبقيت حياته المهنية نشطة بعدها. حاز كورنواليس في عام 1786 لقب فارس، وعُين في نفس العام حاكمًا عامًا على الهند وقائد أعلى عليها. قام كورنواليس هناك بالعديد من الإصلاحات العامة داخل شركة الهند الشرقية والأراضي التابعة لها، بما في ذلك إقراره لقانون كورنواليس الذي نُفذ جزء منه لإصلاح عمليات توزيع وتحصيل الضرائب على الأراضي، والذي بات يعرف فيما بعد باسم «التسوية الدائمة». قاد كورنواليس بين عامي 1789 و1792 القوات البريطانية وقوّات الشركة في الحرب الإنحليزية الميسورية الثالثة لهزيمة حاكم مملكة ميسور السلطان تيبو.
عُين كورنواليس بعد عودته إلى بريطانيا العظمى في عام 1794 في منصب القائد العام للمعدات الحربية. وعُين في عام 1789 لوردًا ملازمًا وقائدًا أعلى لمملكة أيرلندا حيث أشرف على التصدي للانتفاضة الإيرلندية في عام 1789، والغزو الفرنسي لإيرلندا، وكان له دور كبير في التوصل إلى اتفاق الاتحاد بين بريطانيا العظمى وأيرلندا. أصبح كورنواليس بعد خدمنه في إيرلندا كبير الموقعين البريطانيين على معاهدة أميان في عام 1802. أُعيد فرز كورنواليس في عام 1805 إلى الهند وتوفي هناك بعد فترة قصيرة من وصوله.

## النشأة والعائلة

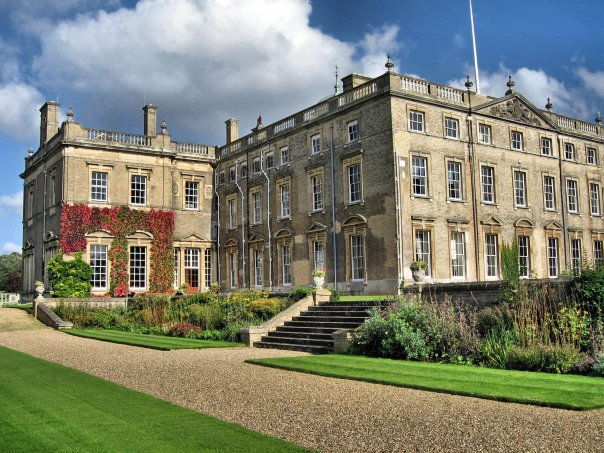
مدرسة كولفورد الواجهة الجنوبية

وُلد كورنواليس في ميدان غروسفينور في لندن، على الرغم من توزع أملاك عائلته وعقاراتها في مقاطعة كنت فقط، كان الابن البكر لتشارلز كورنواليس (البارون كورنواليس الخامس). كانت والدة تشارلز إيليزابيث تاونشند، ابنة تشارلز تاونشند (نبيل تاونشند الثاني) وهي ابنة أخت السير روبرت والبول. كان عمّ كورنواليس »فريدريك« رئيس أساقفة كانتربيري، وكان عمّه إدوراد، توأم فريدريك، ضابطًا عسكريًا وحاكمًا استعماريًا، ومؤسسًا لمدينة هاليفاكس في مقاطعة نوفا سكوشا. عمل شقيق كورنواليس وليام أدميرالًا في البحرية الملكية. ورث شقيقه »جيمس كرونواليس «في النهاية لقب »النبل الإيرلندي «من تشارلز كورنواليس الأب. نشأت الأسرة في قرية بروم هول الواقعة بالقرب من بلدة آي في مقاطعة سوفولك في القرن الرابع عشر، ومثّل أبناؤها مقاطعة سوفولك في مجلس العموم الإنجليزي على مدى ثلاثة قرون بعد ذلك. أوجد فريدريك كورنواليس في عام 1627 رتبة »بارون «وقاتل تحت أمرة الملك تشارلز الأول، وتبع الملك تشارلز الثاني إلى منفاه. أصبح فريدريك في عام 1661 بارون كورنواليس عن بلدة آي الواقعة في مقاطعة سوفولك، وزاد نسله من أهمية أسرته بعد عدد من الزيجات الحكيمة.

## العمل العسكري المبكر
تلقى كورنواليس تعليمه في كلية إيتون وكلية كلير في جامعة كامبريدج. أصيبت عينه بضربة عرضية من شوت بارينجتون الذي أصبح فيما بعد أسقف دورهام. حصل كورنواليس في 8 ديسمبر من عام 1757على مهمته الأولى كرقيب في فوج المشاة الأول، وسعى كورنواليس بعد ذلك للانخراط في الدراسات العسكرية في الخارج وتمكن من ذلك، إذ سافر إلى إيطاليا برفقة الضابط البروسي »الكابتن دي روغان «ليدرس في الأكاديمية العسكرية في مدينة طرونة الإيطالية. سافر كورنواليس بعد الانتهاء من دراسته الجامعية في عام 1758 إلى جنيف، حيث علم بإرسال إنجلترا لقوات عسكرية لتشارك في حرب السنوات السبع. على الرغم من محاولة كورنواليس الوصول إلى فوجه قبل إبحاره من جزيرة وايت للمشاركة في الحرب، لكنه لم يتمكن من الوصول في الوقت المناسب. تمكن، بدلًا من الإبحار مع فوج المشاة الأول، من الحصول على منصب ضابط أركان يعمل تحت أمرة نبيل غرانبي »جون مانيرز«، شارك كورنواليس، بعد تسلمه لهذا المنصب، في معركة ميندين الكبرى التي حالت دون الغزو الفرنسي لمدينة هانوفر الألمانية، وحصل بعد هذه المعركة على رئاسة الفوج الخامس والثمانين من قوات المشاة. خدم كورنواليس في عام 1761 مع الفوج الثاني عشر من قوات المشاة، وتلقى ترقية إلى رتبة مقدم فخري، وقاد فوجه في الخامس عشر والسادس عشر من شهر يوليو عام 1761 في معركة فيلينهاوزن، التي لعب فيها دورًا رياديًا باسلًا جعله محطّ إعجاب الكثرين. انخرط فوج كورنواليس خلال معركة ويلهالمستال التي وقعت في عام 1762 في قتال عنيف، وهَزَم الفوج بعد أسابيع قليل من هذه المعركة القوات الساكسونية في معركة لوتربيرج، وشاركوا في نفس العام في عملية حصار كاسيل.

## البرلمان والسياسة والزواج
أصبح كورنواليس في شهر يناير من عام 1760 عضوًا في البرلمان، إذ انتخب إلى مجلس العموم عن قرية آي التابعة لمقاطعة سوفولك. خلف كورنواليس والده وحاز في عام 1762 على منصب »إيرل كورنواليس الثاني «الأمر الذي أدى لترقيته إلى مجلس اللوردات. أصبح كورنواليس فيما بعد حارسًا شخصيًا لزعيم حزب الأحرار البريطاني ورئيس الوزراء المستقبلي لإنكلترا »ماركيز روكنغهام الثاني«.
كان كورنواليس واحدًا من خمسة نبلاء صوّتوا ضد قانون الطابع الذي أقره برلمان بريطانيا العظمى في عام 1765 بدافع التعاطف مع سكان المستعمرات. حافظ كورنواليس في السنوات القليلة التالية على درجة قوية من الدعم الذي قدمه للمستعمرين خلال سنوات الأزمة التي أدت في نهاية الأمر إلى اندلاع حرب الاستقلال الأمريكية.
تزوج كورنواليس في 14 يوليو من عام 1768 من جيميما تولكين جونز ابنة عقيد في أحد أفواج الجيش، وعاش الزوجان حياة سعيدة بكل المقاييس. استقر الزوجان في قرية كولفورد الواقعة شمالي شرق لندن حيث ولد طفليهما ماري (من مواليد 28 يونيو 1769 وتوفي في 17 يوليو من عام 1840)، وتشارلز. توفيت زوجة كورنواليس »جيميما «في 14 أبريل من عام 1779.

## حرب الاستقلال الأمريكية
ظل كورنواليس -خلال سنوات ما بعد حرب الاستقلال الأمريكيّة- ناشطًا في الشؤون العسكرية، وأصبح في عام 1766 عقيدًا في فوج المشاة الثالث والثلاثين، وتلقى في 29 سبتمبر من عام 1775 ترقية إلى رتبة جنرال. وضع كورنواليس مع اندلاع الحرب في أمريكا الشمالية، شكوكه السابقة جانبًا، وسعى نحو الانخراط في الخدمة العسكرية الفعلية، مقترحًا إقامة رحلات استكشافية إلى المستعمرات الجنوبية.

### الحملات المبكرة
ترقى تشارلز كورنواليس إلى رتبة قائد فيلق في أمريكا الشمالية، وبدأ خدمته في منصبه هذا تحت قيادة الجنرال هنري كلينتون في فترة حصار تشارلستون الذي باء بالفشل. أبحر كورنواليس مع كلينتون إلى مدينة نيويورك وشاركا معًا الجنرال ويليام هاو في حملته عليها. غالباً ما كان كورنواليس يُمنح دورًا بارزًا في هذه الحملة، إذ عُين في معركة لونغ آيلاند في مقدمة القوّات المهاجمة، وطارد جورج واشنطن أثناء انسحابه عبر مدينة نيوجيرسي بعد سقوط المدينة. أقر الجنرال هاو بأن أحد أسباب نجاح الحملة كان قدرة كورنواليس على القيادة وجهود الجنود الذين عملوا تحت أمرته.

## روابط خارجية
- تشارلز كورنواليس على موقع الموسوعة البريطانية (الإنجليزية)
- تشارلز كورنواليس على موقع إن إن دي بي (الإنجليزية)